# Baumgarten (herb szlachecki)
Baumgarten (Baumgart) – kaszubski herb szlachecki. Nie należy mylić go ani rodziny go używającej z rodziną patrycjuszy toruńskich Baumgartów i jej herbem.

## Opis herbu
Opis z wykorzystaniem zasad blazonowania, zaproponowanych przez Alfreda Znamierowskiego:
Sama tarcza. W polu w pas czarnym i błękitnym korona złota, przez którą strzała srebrna oraz dwie takież kopie w krzyż skośny.

## Najwcześniejsze wzmianki
Herb znaleźć można u Ledebura (Adelslexikon der preussichen Monarchie von) oraz w Nowym Siebmacherze. Herb znany w źródłach dopiero XVIII-XIX wiecznych.

## Rodzina Baumgarten
Rodzina szlachecka przejściowo osiadła w Kętrzynie, utożsamiana przez to (błędnie) z Kętrzyńskimi herbu Cietrzew i własnego (Kętrzyński). Do Baumgartenów z koroną w herbie należeli na pewno wojskowi: Peter Christoph von Baumgarten, major pruski w 1756 oraz jego dwóch synów, poruczników i inny Baumgarten, zdymisjonowany w 1809 (lub 1806) do stopnia majora.

## Herbowni
Baumgarten (Baumgart), przejściowo także z nazwiskiem odmiejscowym Kętrzyński.